# Gmina Gunja
Gmina Gunja (chorw. Općina Gunja) – gmina w Chorwacji, w żupanii vukowarsko-srijemskiej. W 2011 roku liczyła  3732 mieszkańców.